# Die widerspenstige Gattin
Die widerspenstige Gattin ist eine US-amerikanische Filmkomödie aus dem Jahr 1947 von Mitchell Leisen mit Paulette Goddard und Fred MacMurray in den Hauptrollen. Der Film wurde von Paramount Pictures produziert.

## Handlung
1945 kehrt Captain Mary Morely vom „Women's Army Corps“ nach Hause zurück. Wegen ihrer Erfahrung in der Beratung von durch den Krieg getrennten Paaren wurde ihr der Spitzname „Captain Lonelyhearts“ verliehen. Sie wird am Hafen von ihrem Ehemann Peter empfangen, der Scheidungspapiere für sie zum Unterschreiben dabei hat, damit er seine aufdringliche Freundin Gloria Faye heiraten kann. Peter und Mary, die vor dem Krieg die Anwaltskanzlei Morely & Morely gründeten, haben sich seit 1941 nicht mehr gesehen. In einem hitzigen Moment vor Jahren schlug Mary, die in ihre Karriere vertieft war, vor, dass Peter und sie sich trennen sollten. Nun bereut sie ihre Worte. 
An ihrem ersten Abend zu Hause macht sich Mary schick, um Peter in einem Nachtclub zu treffen. Sie bittet Jack Lindsay, einen seiner Klienten, Gloria dorthin zu bringen. Mary schleicht sich später mit Jack, der sich zu ihr hingezogen fühlt, aus dem Club und kleidet sich in Dessous, in Erwartung von Peters Rückkehr nach Hause. Peter lässt ihr jedoch die Scheidungspapiere zum Unterschreiben da und am nächsten Tag bricht sie zu einem neuen Auftrag nach Fort Sheridan in Illinois auf. Peter und Jack folgen ihr mit dem Zug Richtung Westen, währenddessen steigt Peter wiederholt aus, um Gloria anzurufen und zu berichten, dass Mary die Scheidungspapiere noch nicht unterschrieben hat.
Ebenfalls an Bord des Zuges ist mit Corporal Michaels eine junge Angehörige des Corps, deren Ehemann, der nicht dienen konnte, ihr den Stolz auf ihre Militärarbeit übel nimmt. Indem sie ihn davon überzeugt, dass die Armee einer Frau beibringt, wie man eine Frau ist, fasziniert Mary den Ehemann sexuell so sehr, dass er seine Frau zurücknimmt. Peter, inspiriert von der Vorstellung, dass Mary jetzt mehr Frau ist als je zuvor, beginnt seine leidenschaftliche Liebe zu ihr zu erneuern. Jack will Mary für sich selbst, also rät er Peter, sich wie ein großspuriger, Zigarre rauchender Rüpel zu benehmen, in der Hoffnung, dass er Mary abstößt. Mary ist traurig über Peters verzweifelte Versuche, sie augenscheinlich loszuwerden, also gibt sie nach, gerade als Gloria ankommt und Peter und Mary in einer Hochzeitssuite in Illinois vorfindet. Am Tag, an dem Peter aus ihrer Wohnung auszieht, zeigt Mary auf einen Schrank voller weggeworfener Gegenstände aus ihrer Ehe. Von Gefühlen überwältigt, verwandelt sich Peter für Gloria wieder in den Rüpel und verlässt sie. Er versöhnt sich mit Mary in einem schicken Restaurant, während sie mit Jack speist. Im Taxi nach Hause fragt Peter Mary, was sie Michaels erzählt hat, was die Armee mit Frauen macht, woraufhin sie ihn küsst.

## Hintergrund
Gedreht wurde der Film vom 4. Januar bis Ende Februar 1951 auf der Iverson Movie Ranch in Chatsworth sowie in den MGM-Studios in Universal City.
Paramount und David O. Selznicks Unternehmen gingen mit der Motion Picture Association in ein Schiedsverfahren um die Rechte an dem Titel „Suddenly, It’s Spring“. Der Selznick-Film wurde in „The Bachelor and the Bobby-Soxer“ (dt.: So einfach ist die Liebe nicht) umbenannt. 
Laut Presseberichten wurde das Nachtclub-Set des Films aus Paneelen des Ballsaals der sechzig Jahre alten Vanderbilt-Villa in New York gebaut, die 1945 von Paramount gekauft worden war und einst der größte private Ballsaal in den Vereinigten Staaten war. Aufnahmen der Queen Mary wurden im Hafen von San Pedro gedreht. Die Szene mit der abgerissenen Telefonzelle wurde auf dem LaGuardia Field in New York gedreht. 
Der Film markierte MacDonald Careys Rückkehr auf die Leinwand nach drei Jahren Dienst beim United States Marine Corps.
Hans Dreier und John Meehan oblag die künstlerische Leitung. Sam Comer und Grace Gregory waren für das Szenenbild zuständig, Wally Westmore für das Maskenbild. Farciot Edouart schuf die Kamera-Effekte. Sidney Cutter, George Parrish und Leo Shuken leiteten das Orchester.

## Veröffentlichung
Die Premiere des Films fand am 26. Februar 1947 in New York statt. 1951 kam er in Österreich in die Kinos.

## Kritiken
Bosley Crowther von der The New York Times zog ein vernichtendes Fazit. Dieses von Motten zerfressene Bündel Pferdehaar, in das Paulette Goddard und Fred MacMurray grob gestopft wurden, sei nichts weiter als ein Sketch mit Ansprüchen, nur ein weiteres dieser Mann-Frau-Dinge. Selbst wenn Hollywood diese Ehe-Geschichten nicht schon längst vermasselt hätte, würde diese alberne Streiterei immer noch in einer Sackgasse stecken. Denn es fehlen völlig jene Facetten, die die menschliche Natur humorvoll widerspiegeln würden, die Farce-Situationen seien gekünstelt und erschöpfend gesprächig. Auch Mr. MacMurray und Miss Goddard benehmen sich nicht mit echter komödiantischer Anmut, sie seien nur ein paar Darsteller, die pflichtbewusst durch Reifen springen.
Positiver äußerte sich der Kritiker des TV Guide, der eine nette romantische Komödie mit einer Abwandlung eines alten Musters sah. Es sei ein lockeres Stück und die Witze seien gut, aber der Unterbau sei schwach und viel zu vorhersehbar. Die gleiche Handlung habe man schon zu oft auf der Kinoleinwand gesehen und werde wahrscheinlich auch im Fernsehen noch ewig zu sehen sein.